# فيليب هايز
فيليب هايز (بالإنجليزية: Philip Hayes)‏ هو عسكري أمريكي، ولد في 16 يونيو 1887 في بورتاغ في الولايات المتحدة، وتوفي في 25 نوفمبر 1949 في واشنطن العاصمة في الولايات المتحدة.